# Anne Meara
Anne Meara (New York, 20 settembre 1929 – New York, 23 maggio 2015) è stata un'attrice e comica statunitense.

## Biografia
Figlia di Edward Joseph e Maria Dempsey, che si suicidò quando lei aveva solo 11 anni, sposò nel 1954 Jerry Stiller, suo partner artistico, con il quale ebbe due figli Amy e Ben Stiller, entrambi attori.
Dopo 6 anni di matrimonio con Stiller decise di convertirsi all'ebraismo: secondo le sue dichiarazioni, non lo fece per il marito, bensì perché non si sentiva più cattolica.

## Filmografia parziale

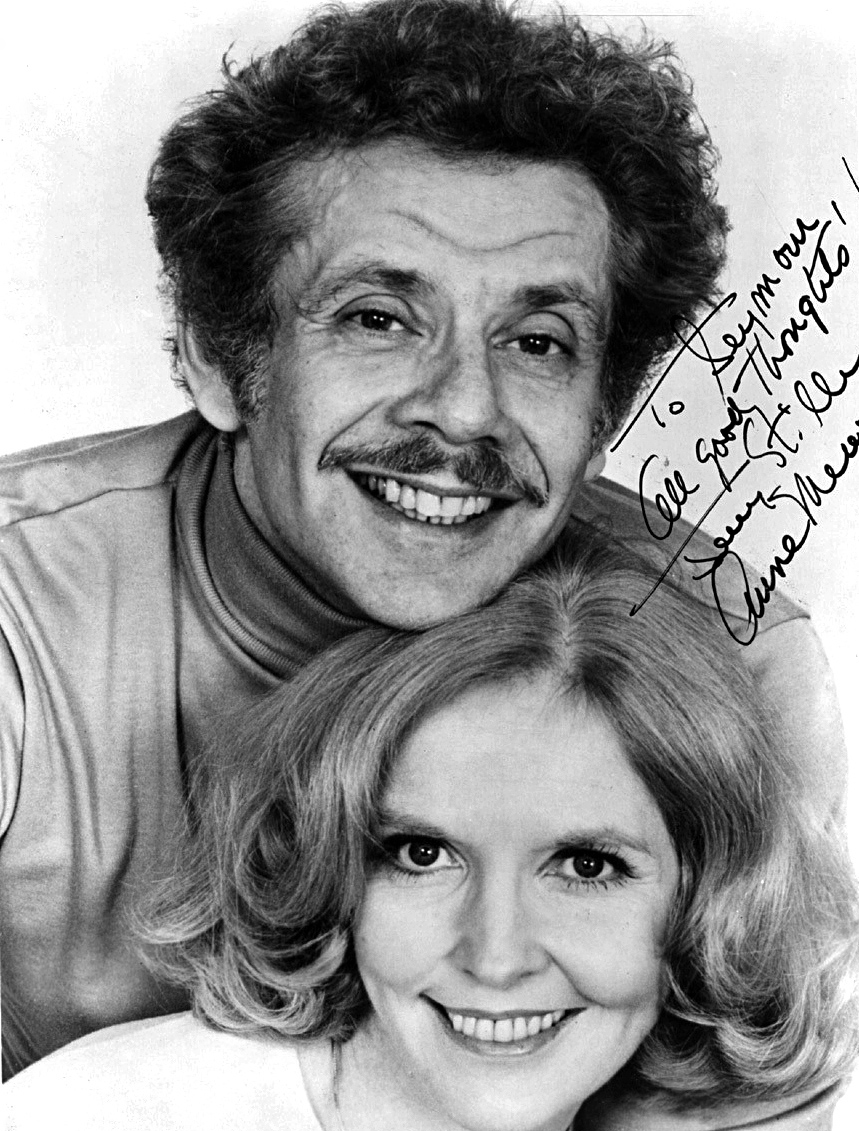
Anne Meara ritratta insieme al marito Jerry Stiller in un'immagine degli anni sessanta

### Cinema
- Un provinciale a New York (The Out of Towners), regia di Arthur Hiller (1970)
- Amanti ed altri estranei (Lovers and Other Strangers), regia di Cy Howard (1970)
- Cattive abitudini (Nasty Habits), regia di Michael Lindsay-Hogg (1977)
- I ragazzi venuti dal Brasile (The Boys from Brazil), regia di Franklin J. Schaffner (1977)
- Saranno famosi (Fame), regia di Alan Parker (1980)
- Una scommessa impossibile (The Longshot), regia di Paul Bartel (1986)
- My Little Girl, regia di Connie Kaiserman (1986)
- Risvegli (Awakenings), regia di Penny Marshall (1990)
- Autostrada per l'inferno (Highway to Hell), regia di Ate de Jong (1991)
- Giovani, carini e disoccupati (Reality Bites), regia di Ben Stiller (1994)
- Alla ricerca di Jimmy (The Search for One-eye Jimmy), regia di Sam Henry Kass (1994)
- Pesi massimi (Heavy Weights), regia di Steven Brill (1995)
- Il bacio della morte (Kiss of Death), regia di Barbet Schroeder (1995)
- L'amante in città (The Daytrippers), regia di Greg Mottola (1996)
- The Thin Pink Line, regia di Joe Dietl, Michael Irpino (1998)
- Il sogno di Calvin (Like Mike), regia di John Schultz (2002)
- Una notte al museo (Night at the Museum), regia di Shawn Levy (2006)
- L'alba di un vecchio giorno (Another Harvest Moon), regia di Greg Swartz (2010)
- Planes 2 - Missione antincendio (2014) - voce

### Televisione
- Alf - serie TV, 8 episodi (1987-1989)
- La signora in giallo (Murder, She Wrote) - serie TV, episodi 4x12-10x10 (1988-1993)
- Will & Grace - serie TV, episodio 4x08 (2001)
- Sex and the City - serie TV, 4 episodi (2002-2004)
- Law & Order - Unità vittime speciali (Law & Order: Special Victims Unit) - serie TV, episodi 6x04-14x09 (2013)